# Ascòfors
Els ascòfors (Ascophora) són un subordre de l'ordre Cheilostomata (quilostomats) del fílum Bryozoa (briozous). Els ascòfors es distingeixen dels altres quilostomats perquè tenen calcificada la paret que cobreix la seva superfície frontal.

## Classificació
- Subordre Ascophora
  - Secció Acanthostegomorpha
    - Superfamília		Cribrilinoidea
      - Família			Cribrilinidae
      - Família †Lekythoglenidae
      - Família			Euthyroididae
      - Família			Polliciporidae

    - Superfamília		Bifaxarioidea
      - Família			Bifaxariidae
      - Família †Platyglenidae
      - Família			Mixtopeltidae

    - Superfamília †Scorioporoidea
      - Família †Scorioporidae
      - Família †Nephroporidae

    - Superfamília		Catenicelloidea
      - Família			Catenicellidae
      - Família †Concatenellidae
      - Família			Eurystomellidae
      - Família			Savignyellidae
      - Família			Petalostegidae

  - Secció Hippothoomorpha
    - Superfamília		Hippothooidea
      - Família			Hippothoidae
      - Família			Chorizoporidae
      - Família			Trypostegidae
      - Família			Pasytheidae

    - Superfamília †Dysnoetoporoidea
      - Família †Dysnoetoporidae

  - Secció Umbonulomorpha
    - Superfamília		Arachnopusioidea
      - Família			Arachnopusiidae
      - Família			Exechonellidae

    - Superfamília		Adeonoidea
      - Família			Adeonidae
      - Família			Adeonellidae
      - Família			Inversiulidae

    - Superfamília		Pseudolepralioidea
      - Família			Pseudolepraliidae

    - Superfamília		Lepralielloidea
      - Família			Dhondtiscidae
      - Família			Bryocryptellidae
      - Família			Romancheinidae
      - Família †Sfeniellidae
      - Família			Umbonulidae
      - Família			Tessaradomidae
      - Família			Hincksiporidae
      - Família			Sclerodomidae
      - Família			Metrarabdotosidae

    - Superfamília		Chlidoniopsoidea
      - Família			Chlidoniopsidae

  - Secció Lepraliomorpha
    - Superfamília		Smittinoidea
      - Família			Smittinidae
      - Família			Bitectiporidae
      - Família			Watersiporidae

    - Superfamília		Schizoporelloidea
      - Família			Schizoporellidae
      - Família			Stomachetosellidae
      - Família			Tetraplariidae
      - Família †Bryobaculidae
      - Família			Phorioppniidae
      - Família			Porinidae
      - Família			Margarettidae
      - Família			Myriaporidae
      - Família			Hippopodinidae
      - Família			Pacificincolidae
      - Família			Hippaliosinidae
      - Família †Duvergieriidae
      - Família			Gigantoporidae
      - Família			Lanceoporidae
      - Família			Cheiloporinidae
      - Família			Cryptosulidae
      - Família			Actisecidae
      - Família			Teuchoporidae
      - Família			Echinovadomidae
      - Família			Phoceanidae
      - Família			Mawatariidae
      - Família			Vicidae
      - Família †Cheilhorneropsidae
      - Família			Microporellidae
      - Família			Calwelliidae
      - Família			Petraliidae
      - Família			Petraliellidae
      - Família			Cyclicoporidae
      - Família			Lacernidae
      - Família			Escharinidae
      - Família			Acoraniidae
      - Família			Buffonellodidae
      - Família			Jaculinidae
      - Família			Eminooeciidae

    - Superfamília		Urceoliporoidea
      - Família			Urceoliporidae
      - Família †Prostomariidae

    - Superfamília		Didymoselloidea
      - Família			Didymosellidae

    - Superfamília		Euthyriselloidea
      - Família			Euthyrisellidae

    - Superfamília		Siphonicytaroidea
      - Família			Siphonicytaridae

    - Superfamília		Mamilloporoidea
      - Família			Mamilloporidae
      - Família			Crepidacanthidae
      - Família			Cleidochasmatidae
      - Família			Ascosiidae

    - Superfamília		Celleporoidea
      - Família			Celleporidae
      - Família			Torquatellidae
      - Família			Hippoporidridae
      - Família			Phidoloporidae

    - Superfamília		Conescharellinoidea
      - Família			Conescharellinidae
      - Família			Batoporidae
      - Família			Lekythoporidae
      - Família			Orbituliporidae
      - Família †Cuvillieridae